# Antonia Bolingbroke-Kent

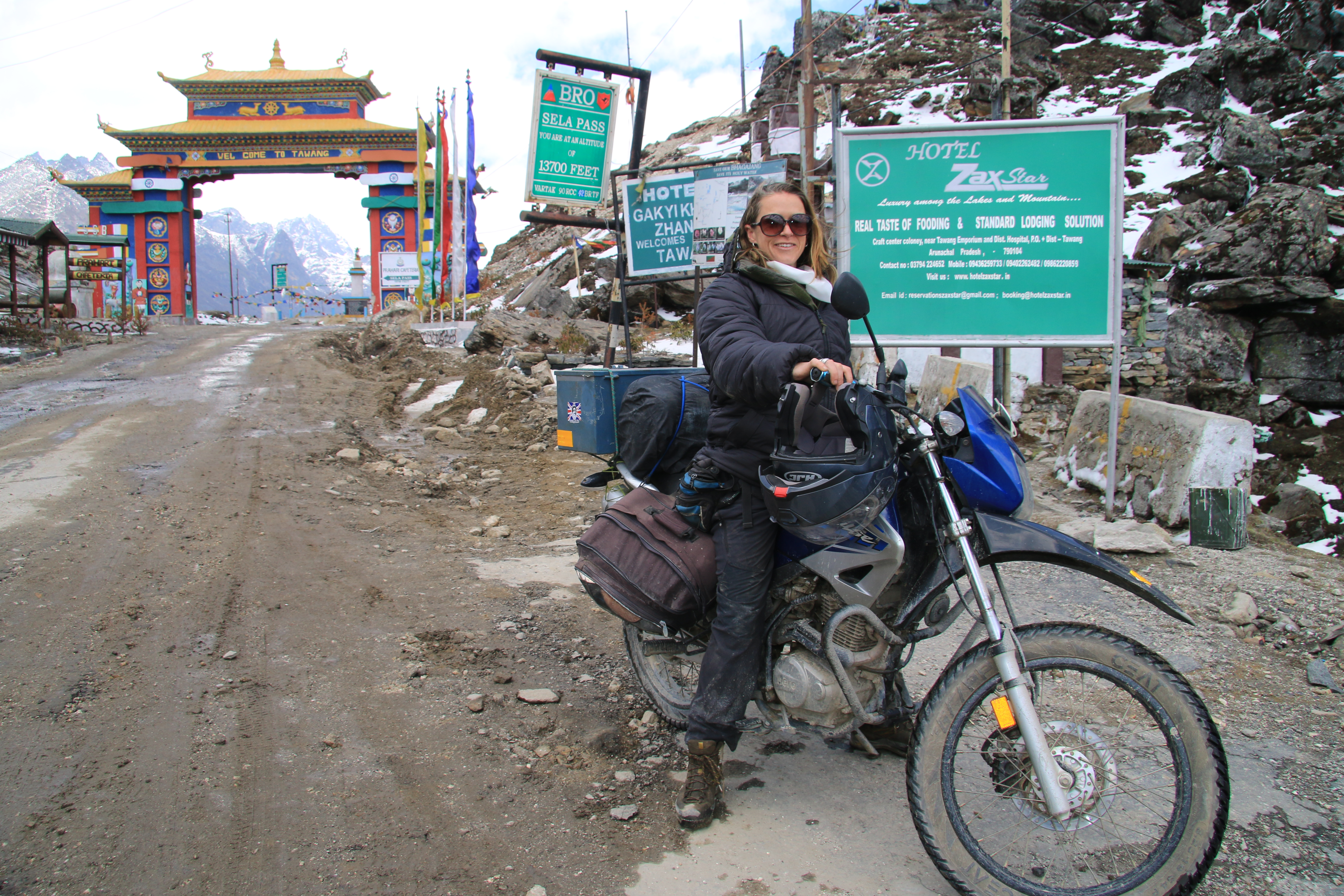
Antonia Bolingbroke-Kent in Tawang (Arunachal Pradesh)

Antonia „Ants“ Bolingbroke-Kent (* 1978) ist eine britische Reiseautorin und Fernsehproduzentin.

## Leben
Antonia Bolingbroke-Kent studierte Moderne Geschichte an der Universität Edinburgh, bevor sie für den Sender ITV arbeitete.
Im Jahr 2006 startete sie mit ihrer Freundin Jo Huxster zu einer 20.211 Kilometer (12.561 Meilen, nach eigenen Angaben 12.783 Meilen) langen Reise mit einer Autorikscha, die von Bangkok nach Brighton führte. Die pinkfarbene, „Ting Tong“ getaufte Rikscha war von Expertise gefertigt worden. Mit dieser 98 Tage langen Reise wurden 50.000 Pfund für die wohltätige Organisation Mind gesammelt und der Guinness-Weltrekord für die längste Reise mit einem Tuk Tuk gebrochen. Bolingbroke-Kent und Huxster schrieben mit Tuk-Tuk to the Road ein Buch über diese Reise. Für die Rekordfahrt erhielten sie außerdem den Fun Fearless Female Award des Magazins Cosmopolitan.
Bolingbroke-Kent befuhr wenige Jahre später den zugefrorenen Ob mit einem Ural-Motorrad. Im Jahr 2014 bereiste Bolingbroke-Kent mit einer Honda Cub den Ho-Chi-Minh-Pfad.
Bei ihren Reportagen und Filmen hat sich Bolingbroke-Kent auf exotische Ziele und Themen spezialisiert. Ihr Buch Land of the dawn-lit mountains: a journey across Arunachal Pradesh - India’s forgotten frontier war 2018 für den Edward Stanford Travel Writing Awards nominiert. Sie schreibt unter anderem für Telegraph, Geographical, Wanderlust und Guardian.
Bolingbroke-Kent lebt in Bristol. Sie ist eine Enkelin des britischen Admirals Walter Couchman.

## Bücher
- (zusammen mit Jo Huxster) Tuk tuk to the road : two girls, three wheels, 12,500 miles, London 2007.
- A short ride in the jungle : the Ho Chi Minh Trail by motorcycle, Chichester 2014
- Land of the dawn-lit mountains: a journey across Arunachal Pradesh - India’s forgotten frontier, London 2017

## Filme (als Produzentin)
- Worlds’ Most Dangerous Roads (BBC), 3 Episoden
- Poaching Wars mit Tom Hardy (ITV) 2013
- Joanna Lumley’s India, 2017
- Joanna Lumley’s Silk Road, 2018[11]